# Celestina Andrade
Celestina Andrade de Ramos (Durazno, 14 de enero de 1934) es una escritora uruguaya dedicada, principalmente, a la literatura infantil.

## Biografía
También conocida como "Chichí", Andrade es una poeta de vocación. Ha escrito poesía infantil, ensayos y narrativa. También ha realizado labores periodísticas, participando en revistas literarias y es frecuentemente convocada para brindar conferencias y charlas en escuelas, liceos y centros de formación docente.
Es socia fundadora de la Asociación Uruguaya de Literatura Infantil-Juvenil (A.U.L.I.).
Su poesía ha sido musicalizada por Carlos Benavides (El día que florezcan las violetas, Romance a Durazno, Mi río, Canción a Dionisio Díaz, entre otras), Dúo Caipora(Cosechando pitangas, Hombre libre), Julio Mora, Los Vidalín, Jorge Santos de Argentina, entre otros artistas.
Sus versos se caracterizan por ser  alegres, sencillos, de fácil memorización, con capacidad para recrear el quehacer, tanto de insectos y pájaros, grillos, arañas, picaflores, también elementos cotidianos de nuestro diario vivir, como la escoba, la olla o el colador, entre otros.
Intervino en varias antologías, como por ejemplo: Poesía Infantil del Uruguay (1979), Letras Femeninas de América (1982) Cantares navideños (1983), Poesía infantil peruana (1995) y Antología de poesía infantil de Chile (1998).

## Premios y reconocimientos
2016 - Homenaje a su trayectoria celebrado en la Sala “Juan Antonio Lavalleja” (Casa de Cultura de la ciudad de Durazno)
2012 - Primer premio "Homenaje a la mujer criolla" por su obra: María Cayetana Leguizamón (La Guayreña) otorgado por la Sociedad Criolla Dr. Elías Regules.
2009 - Concurso internacional de poesía infantil “Eloisa Pérez de Pastorini”
También ha sido distinguida por Asociación latinoamericana de poetas del Perú , por la Convención Clubes de Leones , Uruguay 1996, Festival Nacional de Folclore, Durazno 2002, Biblioteca Carlos Scaffo, Colegio de periodistas del Perú, instituto Rubén Darío de Chile, Instituto Gabriela Mistral de Chile,1992, Academia Mayor de la lengua Quechua, Cuzco ,1995

### Obras
- Retoños,1964
- Margaritas del campo, 1969
- Pitangas,1980
- La Hora, 1980 Poema
- Arenas del Yí, 1985 Poemario Infantil
- En alas de un sueño,1987.
- Recuerdos de un viaje.
- Camalotes de mi río, 1990 . Poemario Infantil
- Pájaros del alma, 1995.
- Desde la raíz, Historia del pago, 1997
- Navegando con Nico, 1998. cuento infantil
- Pescando sueños,2000
- Durazno,Pago y querencia, 2003
- Tiempos de siembra, 2005
- María Cayetana Leguizamón (La Guayreña) 2012

En su canal de Youtube , Carlos Benavides relata: 
"Recuerdo cuando "Chichí"; me leyó este poema allá en su casa por el Durazno.Había ido a cantar en el Cine y después nos reunimos. Creo que en ese mismo momento surgió la melodía, fue mágico ese instante... eso es lo que me produce desde siempre su poesía. Celestina Andrade: poetisa del departamento de Durazno, inmenso es su trabajo como su valor poético..No escribe por pasar el rato, por sembrar sus violetas culturales lo hace.Y así como florecen silvestres en su jardín, sus rimas perfuman en los ordenados versos de su poesía...Allá en el centro del país, no olviden, esta "Chichí" seguramente en este momento, escribiendo sus poemas como violetas florecidas."